# Geruge
Geruge – miejscowość i gmina we Francji, w regionie Burgundia-Franche-Comté, w departamencie Jura.
Według danych na rok 1990 gminę zamieszkiwało 87 osób, a gęstość zaludnienia wynosiła 20 osób/km² (wśród 1786 gmin Franche-Comté, Geruge plasuje się na 656. miejscu pod względem liczby ludności, natomiast pod względem powierzchni na miejscu 856.).